# 라 무헤르 도라다
《라 무헤르 도라다》(스페인어: La mujer dorada)는 1960년 방영된 멕시코의 텔레노벨라이다.